# Col du Grand Marchet
Le col du Grand Marchet est un col de France situé en Savoie, au-dessus de la Pralognan-la-Vanoise, dans le massif de la Vanoise, dans le parc national de la Vanoise. Il est franchi par un sentier faisant partie du Tour des Glaciers de la Vanoise entre le secteur du refuge de la Valette et du cirque du Petit Marchet au sud-ouest et celui du vallon de la Glière au nord-est. Il est dominé par le Grand Marchet (2 651 m) au nord-ouest et les glaciers de la Vanoise, notamment la pointe du Dard (2 304 m) au sud-est.

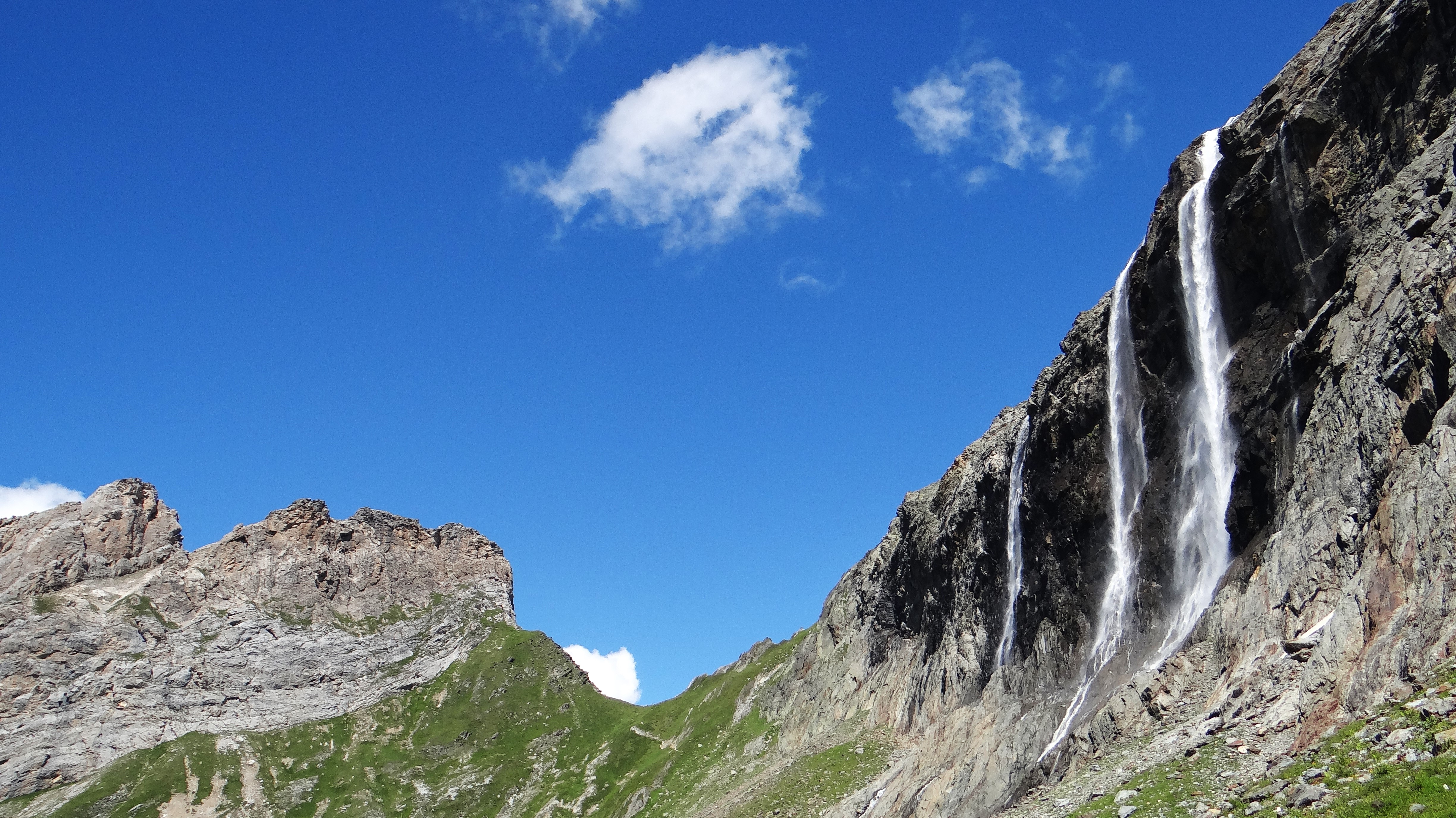
Vue depuis le cirque du Grand Marchet au sud-ouest du col du Grand Marchet dominé à gauche par le Grand Marchet.

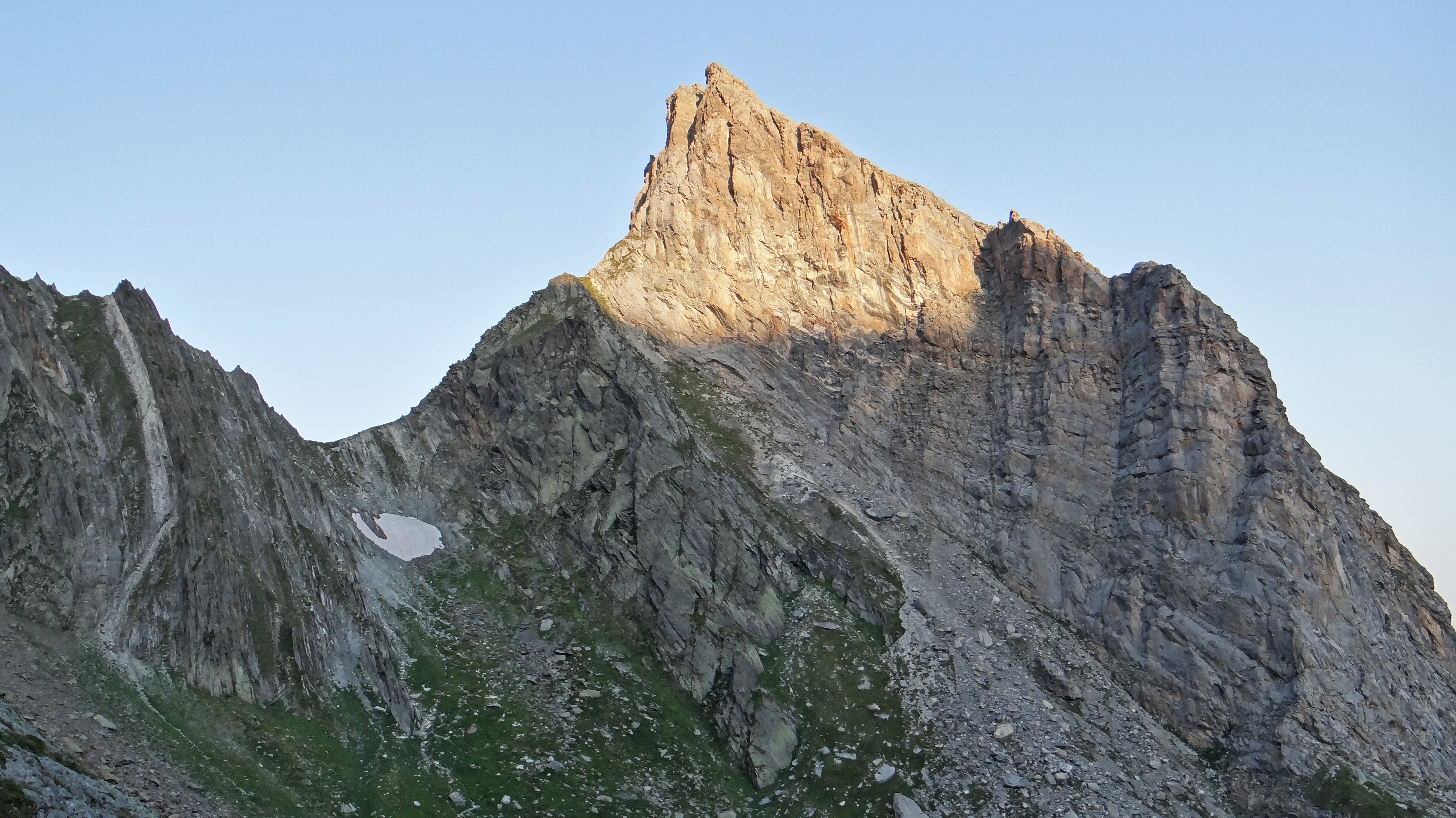
Vue depuis le cirque du Dard au nord-est du col du Grand Marchet dominé à droite par le Grand Marchet.